# Swami Muktananda
Muktananda (16 de mayo de 1908 – 2 de octubre de 1982), nacido como Krishna Rai, fue un gurú de yoga, el fundador de Siddha Yoga. Fue discípulo  de Bhagavan Nityananda.. Escribió libros sobre kundalini shakti, vedanta y shivaísmo de Cachemira, incluyendo una autobiografía espiritual titulada El juego de la Conciencia. Respetuosamente, a menudo se lo llama Baba Muktananda.

## Biografía
Muktananda nació en 1908 cerca de Mangalore en el estado de Karnataka, India, en una familia acomodada. Su nombre de nacimiento fue Krishna Rai.
A la edad de 15 años se encontró con Bhagavan Nityananda, un avadhut errante que cambió su vida profundamente.
Después de este encuentro, Krishna dejó su hogar y empezó a buscar la experiencia de Dios.
Estudió bajo la guía de Siddharudha Swami en Hubli, donde aprendió sánscrito, vedanta, todas las ramas del yoga, y tomó iniciación en sannyasa en la orden de Sarasvati del Dashanami Sampradaya, recibiendo el nombre de Swami Muktananda. Después de que Siddharudha dejó su cuerpo, Swami Muktananda fue a estudiar con un discípulo de Siddharudha llamó Muppinarya Swami en el Sri Airani Holematt en el distrito Ranebennur Haveri. Después de estudiar allí, Swami Muktananda empezó recorrer la India a pie, estudiando con muchos diferentes gurúes y santos.
En 1947 Muktananda fue a Ganeshpuri para recibir el darshan de Bhagavan Nityananda, el santo quién originalmente había inspirado a Muktananda su búsqueda de Dios. Recibió iniciación shaktipat de él el 15 agosto de aquel año. Muktananda a menudo dijo que su viaje espiritual verdaderamente no comenzó hasta que recibió shaktipat del sagrado Bhagavan Nityananda. Según su descripción, fue una experiencia profunda y sublime. Muktananda pasó los siguientes nueve años viviendo y meditando en una pequeña cabaña en Yeola. En su autobiografía escribió sobre su sadhana y experiencias de meditación relacionadas con kundalini. 
En 1956, Bhagawan Nityananda reconoció la culminación del viaje espiritual de Muktananda y lo nombró a cargo de un ashram en Ganeshpuri, cercano a Bombay. El mismo año comenzó a enseñar su camino llamado "Siddha Yoga". 
Entre 1970 y 1981 Muktananda emprendió tres giras mundiales, estableciendo ashrams de Siddha Yoga y centros de meditación en muchos países. En 1975, crea el Siddha Yoga Ashram en Oakland, en el área de la Bahía de San Francisco, y en 1979 establece Shree Nityananda Ashram (ahora Shree Muktananda Ashram) en las montañas Catskills, al noroeste de la ciudad de Nueva York.
En mayo de 1982, Muktananda nombró a dos sucesores como líderes de Siddha Yoga, Swami Chidvilasananda y su hermano más joven, Swami Nityananda quién más tarde formó su propio grupo. 
Muktananda dejó su cuerpo en octubre de 1982. Su templo de samādhi es en Gurudev Siddha Peeth en Ganeshpuri.

## Enseñanzas y práctica

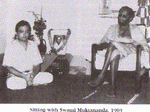
Adi Da y Muktananda

Su enseñanza central era "Ver Dios en los demás" y "Honra a tu Ser, adora a tu Ser, medita en tu Ser. Dios mora en ti como tú mismo. Muktananda a menudo daba una versión más breve: "Dios mora en ti como tú mismo".

Según Lola Williamson, Muktananda fue conocido como "shaktipat gurú porque en su presencia el despertar de kundalini ocurría muy fácilmente". A través de los Intensivos de Shaktipat los participantes recibían iniciación shaktipat, el despertar de la Kundalini Shakti, que se dice que reside dentro de una persona, para profundizar la práctica de la meditación Siddha Yoga. Históricamente, la iniciación Shaktipat ha sido reservada para los pocos que habían hecho muchos años de prácticas espirituales y servicio; Muktananda ofreció esta iniciación tanto a recién llegados como a yoguis. Hay muchos relatos que describen la recepción de shaktipat de Muktananda. Paul Zweig escribió su experiencia al recibir shaktipat de Muktananda. En Gurus of Modern Yoga, Andrea Jain, en su capítulo en Muktananda, cita una fuente anónima, quién describe el momento de su shaktipat, cuando tenía 19 años, conferido por Muktananda con un plumero de plumas de pavo real en 1975.
Di un salto cuando, con firmeza pero con suavidad, las plumas de pavo real me golpearon repetidamente en la cabeza y luego suavemente rozaron mi cara mientras [Muktananda] [...] presionaba con fuerza uno de sus dedos en mi frente en el entrecejo [...] Sinceramente, soy reacio a escribir sobre lo que sucedió después porque cualquier cosa que diga lo disminuirá inevitablemente, lo hará sonar como si fuera simplemente otra "experiencia poderosa". Esta no fue una experiencia. Este fue EL evento de mi vida espiritual. Este fue un despertar completo. Esto no fue "conocer" algo, porque solo conoces algo que está separado de ti. Esto fue ser: lo Último, una fuente de Luz, una fuente siempre nueva y danzante. Libertad absoluta, alegría absoluta [...] Completamente pleno, completamente completo, con ilimitado poder, amor y luz ".